# Ikariam
Ikariam là một Webgame được công ty Gameforge Productions GmbH, Đức phát triển. Ngay từ lúc đầu gia nhập game có cách chơi khá giống Travian. Tuy nhiên Ikariam có nhiều yếu tố khác Travian. Khi mới bắt đầu thì chỉ có một số công trình mà bạn xây dựng được. Để có nhiều hơn thì bạn cần phải xây dựng một học viện. Sau đó bạn cần cho một số dân của mình vào học viện để nghiên cứu. Bạn có thể nghiên cứu ở các lĩnh vực như: vận tải biển, kinh tế, khoa học và chiến tranh. Nhưng trong Ikariam thì bạn sẽ phải đạt được một số thành tựu nhất định trong lĩnh vực này trước khi có thể tham gia vào lãnh vực khác, vì mọi thứ đều được liên kết hợp lý với nhau.

## Các công cụ cho Ikariam
Khá nhiều người hâm mộ Ikariam đã tạo ra một số công cụ hữu ích để giúp chơi dễ dàng hơn. Tuy nhiên, cần cẩn thận khi sử dụng những công cụ này, đặc biệt là khả năng bị lộ thông tin mật.
- Ikariam - Better city
- CR Formatter VN
- Ikariam v3 Empire Board
- Ikariam Sexy Theme

### Trang chủ chính thức
- Gameforge Productions GmbH
- Máy chủ tiếng Đức[liên kết hỏng]
- Máy chủ tiếng Anh[liên kết hỏng]
- Máy chủ tiếng Việt[liên kết hỏng]
- Diễn đàn Ikariam VN Lưu trữ ngày 29 tháng 4 năm 2014 tại Wayback Machine

### Trang trợ giúp
- WikIkariam (LMVPT-Ikariam Việt Nam)